# نيد فور سبيد (فلم)
نيد فور سبيد هو فيلم أكشن 2014 من إخراج سكوت وا ومن كتابة المرشح لجائزة الاوسكار جون غاتينس وجورج نولفي. مقتبس عن سلسلة ألعاب نيد فور سبيد لـ إلكترونيك آرتس. من بطولة آرون بول حيث يلعب الدور الرئيسي، ومن المقرر إصداره في 14 مارس 2014.

## القصة
طوبي مارشال (آرون بول) حيث يتم الإيقاع به ويُزج خلف القضبان بسبب جريمة لم يرتكبها. بعد فترةٍ يُطلق سراحه ويتعهد بالانتقام ممن ظلمه وتسبب في وفاة صديقه. يقرر طوبي المشاركة في سباقٍ ضخمٍ للسيارات، لكن تتعقد الأحداث كثيرًا حيث هناك من يتربص به ويريد وضع حدٍ له

## طاقم التمثيل
- آرون بول بدور توبي مارشال
- ايموجين بوتس بدور جوليا بونيت
- دومينيك كوبر بدور دينو بروستر
- كيد كودي بدور بيني
- رامي مالك بدور فين
- مايكل كيتون بدور مونارك

## الأنتاج
بدأ التصوير في أنحاء جورجيا وألاباما في ربيع 2013. ثم انتقل إلى ديترويت، ميشيغان في يونيو 2013.

## وصلات خارجية
- الموقع الرسمي
- مقالات تستعمل روابط فنية بلا صلة مع ويكي بيانات